# Monte Carlo Universal
Monte Carlo Universal (MCU) — проект по разработке и практическому использованию универсальной компьютерной программы для численного моделирования процессов переноса различного вида излучений (нейтронов, гамма-квантов, электронов) в трёхмерных системах методом Монте-Карло.
Преимущества метода Монте-Карло заключаются в том, что он позволяет проводить моделирование взаимодействия излучения с веществом на основе информации из файлов оценённых ядерных данных (то есть используются наиболее точные данные без дополнительных приближений и огрублений) и практически не накладывает ограничений на геометрию рассматриваемых систем.
Во многих случаях метод Монте-Карло в совокупности с оценёнными ядерными данными, может с успехом заменить эксперимент. Этот класс программ находит всё более широкое применение при анализе радиационной и ядерной безопасности существующих и при проектировании новых объектов использования атомной энергии и других приложениях.
Первая версия пакета была создана в 1982—1985 годах для ЭВМ типа БЭСМ-6 в ФГУ РНЦ «Курчатовский Институт» Львом Васильевичем Майоровым, который внёс основной вклад и в последующие версии, а также руководил работой над проектом. Программа была портирована в 1987 году на ЭВМ типа ЕС, VAX, Convex и Cyber. В 1988 году программа также заработала на персональных компьютерах. В 1988—1991 годах появилась вторая версия пакета. За неё коллектив авторов получил Курчатовскую премию. В 1994 году вышла третья версия. В 2004 году была выпущена четвёртая версия пакета (MCU-4), а в 2011 году пятая (MCU-5). Руководство работами над MCU-4 и MCU-5 осуществлял Евгений Алексеевич Гомин. В настоящее время идёт работа над MCU-6.